# 马蒂尼亚尔格
马蒂尼亚尔格（法語：Martignargues，法語發音：[maʁtiɲaʁɡ]）是法国加尔省的一个市镇，属于阿莱斯区。

## 地理
马蒂尼亚尔格（44°2'41"N, 4°10'41"E）面积4.93 平方千米，位于法国奧克西塔尼大區加尔省，该省份为法国南部沿海省份，南端濒地中海，北起顺时针与阿尔代什省、沃克吕兹省、罗讷河口省、埃罗省、阿韦龙省和洛泽尔省接壤。
与马蒂尼亚尔格接壤的市镇（或旧市镇、城区）包括：克吕维耶-拉斯库尔、多镇、内尔、圣塞赛尔-德戈济尼昂、圣艾蒂安德洛尔姆、韦泽诺布尔。

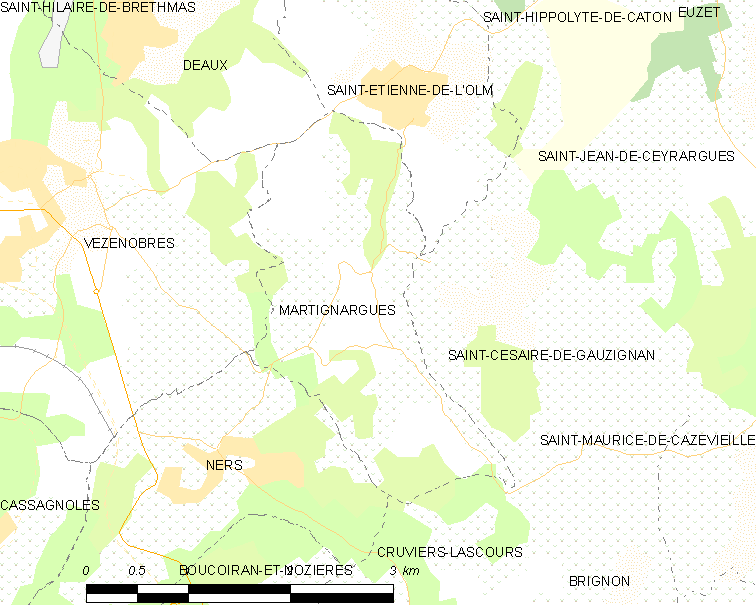
马蒂尼亚尔格的OSM定位图

马蒂尼亚尔格的时区为UTC+01:00、UTC+02:00（夏令时）。

## 行政
马蒂尼亚尔格的邮政编码为30360，INSEE市镇编码为30158。

## 政治
马蒂尼亚尔格所属的省级选区为阿莱斯第三县。

## 人口

1962-2008年间马蒂尼亚尔格人口变化图示

马蒂尼亚尔格于2022年1月1日时的人口数量为438人。